# Raginėnų piliakalnis
Raginėnų piliakalnis je mohyla u vesnice Raginėnai. Nachází se na vyvýšeném místě na levém břehu Daugyvenė u soutoku s bezejmenným potokem. Mohyla je vysoká 9 metrů a velmi strmá. Rozměry mohyly činí 20x10. Mohyla byla využívána od 1. tisíciletí do 13. století. Litevský historický institut zde roku 1968 provedl archeologický výzkum.

## Galerie
- Pohled z nedalekého kopce.
- Plošný pohled.
- Pohled zblízka